# GRAVITY DAZE/重力的眩暈:上層への帰還において彼女の内宇宙に生じた摂動
『GRAVITY DAZE/重力的眩暈:上層への帰還において彼女の内宇宙に生じた摂動』（グラビティデイズ じゅうりょくてきめまい:じょうそうへのきかんにおいて かのじょのないうちゅうにしょうじたせつどう、英語版タイトル：GRAVITY RUSH）は、ソニー・コンピュータエンタテインメントより2012年2月9日に発売されたPlayStation Vita用ゲームソフト。アメリカでは同年6月12日、ヨーロッパでは同年6月13日に発売された。
また、2015年12月10日にはPlayStation 4版が発売された。
E3 2013にて、本作の続編『GRAVITY DAZE 2/重力的眩暈完結編:上層への帰還の果て、彼女の内宇宙に収斂した選択』が発表され、2017年1月19日にPS4で発売された。

## 概要
PS Vitaのジャイロセンサーをコントローラースティックと併用してプレイする（ジャイロセンサーの感度は任意で調整でき、センサーを切ることもできる）。あらゆる方向を「下」と指定することで「空に落ちる」といった感じで移動できる。
ディレクターは外山圭一郎、シナリオライターは佐藤直子と、かつて『サイレントヒル』（一作目）や『SIREN』シリーズを生み出したコンビが手掛けている。
メインストーリーとなるストーリーミッションの他、スコアを競うチャレンジミッションが街に点在しており、挑戦する事が出来る。一方、エンディングを以てもストーリーは完結せず、多くの謎を残したまま続編に持ち越しとなる。サブストーリーとなるサイドミッションはダウンロードコンテンツとして配信された（PS4版は最初から収録）。
オープンスペースの箱庭系ゲームであり、見える範囲の場所には全てシームレスに移動できる。フレンチコミックのエッセンスと、重力方向を自由に定義できるデザインという2つをコンセプトとして制作された。劇中ではタッチパネルのフリック入力操作でコミックを読むようなシナリオ展開の演出もある（ただし、普通にコミックを読む感じではなく、枠が回転したりするなどの演出もある）。作中で使われるオリジナル言語も日本語をベースにしているが、フランス語っぽく聞こえるように換える変換エンジンを使用して作られている。看板の文字はアルファベットに対応している。
このゲームの「重力操作」の発想は、SCEの社屋が青山にあった頃、外山圭一郎が別棟の建物に移動する際に「移動が楽に出来ればいいな」と考えたことがきっかけで生まれたという。プロジェクトは2008年に始まり「Gravite」（Gravity、重力のフランス語）というタイトルでPlayStation 3用に開発されていたが、2009年に「PS Vita の機能を生かしたゲームを」という意見からプラットフォームを変更した。
作品タイトルの長さは映画『博士の異常な愛情 または私は如何にして心配するのを止めて水爆を愛するようになったか』のオマージュ。
2013年4月25日よりPS Vita the Bestになった。

## あらすじ
巨大な円柱を取り囲むように築かれた空中都市ヘキサヴィル。この街は「重力嵐」の脅威にさらされ壊滅の危機に瀕していた。住む所を失いさまよう人々も目立ち始めたヘキサヴィルの一角で、後に周囲から「キトゥン」と呼ばれることになる一人の少女が目を覚ます。少女は嵐と共に現れた脅威「ネヴィ」と戦い街の人たちを守りながら、嵐に「奪われた街」を取り戻すために奔走する。

## 登場人物
キトゥン
声 - 小林沙苗
本作の主人公。ヘキサヴィルの一角で目覚める以前の記憶を失った少女。ダスティと共にいるため周囲から「キトゥン（子猫）」と呼ばれることになる。明るく元気で好奇心旺盛な女の子。
ダスティ
目覚めたキトゥンの傍にいた黒い猫の形をした謎の生命体。その身体の中には別の空間が広がっているかのようである。「重力猫」と呼ばれ、重力を操る力を持つ。必殺技ではキトゥンに憑依し爪の形に変形する。ダスティという名前はキトゥンが名付けたが、気に入らないのか呼ばれても一切反応しない。
ネヴィに近い存在なのか、ネヴィ駆除の餌を食べて体調を悪化させたことがある。
クロウ
声 - 木下紗華
謎のカラス「クスィ」によって力を得たもう一人の重力使い。ヘキサヴィルを憎み、重力嵐や怪物ネヴィの被害にも、冷淡な表情で傍観者の立場を決め込む。街と人々を救おうとするキトゥンの前に圧倒的な力で立ちはだかる。ヘキサヴィルに暗躍しはじめた政治的な新興勢力との結びつきが噂されている。
その意外な素性は終盤判明する。
エイリアス
ホーリージェムを狙って予告盗難を繰り返す犯罪者。「ネヴィ」を操る特殊能力を持つ。冷酷かつ狡猾な手口で警務隊と主人公キトゥンを翻弄し、その絶望を楽しんでいるかのような余裕も見せる。
シドー
声 - 四宮豪
都市国家ヘキサヴィルの警察業務を行っている「シーホース」と呼ばれるヘキサヴィル警務隊に所属する警務官。追っていた暴漢達に逆襲されていたところをキトゥンに助けられる。いわゆるヘタレの一面があり、キトゥンをいろんなトラブルに巻き込むことが多いトラブルメーカー。
アキ
声 - 〆野潤子
旧市街オルドノワの一角で「夢魅の館」を営む占い師。 人形を依り代とした謎に満ちた聖託の詩によって、主人公キトゥンの行く末に助言を与える。
ゲイド
声 - 高岡瓶々
アキの導きに従ったキトゥンが出会った、「創造主」を自称するホームレス風の老人。突如姿を消したり、街のいたるところに姿を現したりと、まさに神出鬼没。キトゥンに重力嵐に呑まれて消えた街の奪還という使命を与え、異次元世界への扉を開く。
ネヴィ
重力嵐の頻発に伴い街に突如現れた謎の生命体。知性は乏しく本能的に行動し、街に点在する重力機関をエサとして狙う。不用意に近づいたりすると興奮し、危害を加えてくる。 様々な形状の固体が存在し、大きさや行動まで多種多様である。体のどこかにコアを有しており、そこへの攻撃以外は一切無効。
シーワスプ
対ネヴィを目的として、秘密裏に組織された機械化兵の特殊部隊。 現行の技術では作成不可能な重力微子機関を体内に搭載し、あらゆる兵器を圧倒する性能を持った兵士たち。
シアネア
声 - 谷井あすか
ある場所に住まう、不思議な雰囲気の少女。ボーっとしており、気がつくととんでもない場所にいたりする。
別人格の様なものを持っており、ゲイドとは別に「想像主」を名乗る。この人格は、キトゥンについて何か知っている模様。

## スタッフ
- ディレクター - 外山圭一郎
- シナリオ - 佐藤直子
- アートディレクター - 山口由晃

- キャラクターデザイン - 斎藤俊介
- コンセプトアート - 緒賀岳志
- 音楽 - 田中公平

## システム
この作品では他の作品で使われる移動アクションに加えて「重力操作」というアクションを使って移動する。重力操作モードになって一旦宙に浮いた後、空など任意の方向を「下」と指定することによって自由落下で移動する「重力チェンジ」や、斜面と定義することによって坂をスライディングする要領で移動する「重力スライド」を「重力ゲージ」が無くなるまで使用することができる。重力チェンジで壁などに「着地」した場合、そこを地面として歩くことができる(ジャンプも可能)。この重力操作は「自由に空を飛ぶ」ではなく「不自由に力に振り回されて落ちる」という感覚である。また、周囲の人や物を無重力状態にして浮遊させ、遠くへ投げつけることもできる「重力グラブ&重力スロー」も出来る。重力ゲージは重力操作モードを切ってしばらくすると回復する。
シナリオやミッションはフラグが立った後に自分で目的地に移動するのだが、目的地の方向に現在地からの距離の数値が記されたポインターが付く。ある程度進むとマップから特定のポイントにショートカット移動ができるようになる。また、タッチパネルでタッチできる対象には猫の足跡形のポインターが付き、シナリオ劇中でフリック操作をする場面では猫の足跡が移動する表示がされる。
さまざまな所に落ちていたり、敵を倒すとばら撒く「ジェム」はフリーミッション開放に使うお金の役割と、主人公の能力解放や重力ゲージの上限を上げたり落下速度を速くする等のレベルアップに使う経験値アイテムである。

### 戦闘
□ボタンを押すことでキックで攻撃する。攻撃は近くの敵をある程度自動で捕捉する。キックは壊れやすいオブジェクトや障害物も破壊する。連続入力で「キックコンビネーション」という連続攻撃になり、アナログスティックの入力や主人公の体勢、地上にいるか空中にいるかで攻撃が変わる。戦闘中に前面タッチパネルをフリックすると入力方向に回避する。その直後に□ボタンを押すと「回避後攻撃」という攻撃力がやや高めの攻撃が出せる。
戦闘でも重力操作は重要な要素である。移動や回避だけではなく、高い場所から落下の加速度を利用して、落下距離が長ければ長いほど威力を増す「重力キック」や、ダスティと一体化して敵を高速回転しながらの体当たりで粉砕する必殺技「スクラッチトルネード」などで重力操作を使う。
ボス級の敵の体力を0にすると、敵の弱点に青いサークルポインターが出現する。一定時間内にポインターを前面タッチパネルでタッチすると「フェイタルムーブ」が発動し敵を倒すことが出来る。ポインターが出てからしばらく放置すると、敵の体力が若干回復してしまう。

## 各話リスト
Episode 1 忘却に抗って／Contre l'oubli
- Contre l'oubli

Episode 2 女と男のいる路地裏／Vivre sa Vie dans la ruelle : Jeu en douze tableaux
- Jean Luc Godard - Vivre sa vie : film en douze tableaux

Episode 3 甘い生活 /La Douce Vie
- Federico Fellini - La Dolce Vita

Episode 4 ヘキサヴィルの亡霊/Le fantôme de Hexa Ville
- Oscar Wilde - The Canterville Ghost

Episode 5 待人を探して/Chacun cherche celui qui l'attend
- Cédric Klapisch - Chacun cherche son chat

Episode 6 盗まれた街/La cité des enfants perdus
- Marc Caro, Jean-Pierre Jeunet - La cité des enfants perdus

Episode 7 彼女について彼が知らない二、三の事柄/Deux ou trois choses qu'il ne sait pas d'elle
- Jean Luc Godard - Deux ou trois choses que je sais d'elle

Episode 8 百一夜/Les Cent et Une Nuits
- Agnès Varda - Les Cent et Une Nuits de Simon Cinéma

Episode 9 亡霊もまた死す/Les Fantomes meurent aussi
- Feitz Lang - Hangmen Also Die

Episode 10 好奇心猫を殺す/Chat echaude craint l'eau froide
Episode 11 硬い肌/La peau dure
- François Truffaut - La peau douce

Episode 12 下側に気をつけろ/Soigne tes coups bas
- Jean Luc Godard - Soigne ta droite

Episode 13 子供は判ってくれない/Les enfants sauvages
- François Truffaut - Les Quatre Cents Coups, L'Enfant sauvage

Episode 14 ロスト・チルドレン/La cite des enfants perdus
- Jean-Pierre Jeunet - La cite des enfants perdus

Episode 15 世界のすべての記憶/Toute la mémoire vive du monde
- Alain Resnais - Toute la mémoire du monde

Episode 16 さよなら子供たち /Au revoir les gosses
- Louis Malle - Au revoir les enfants

Episode 17 ヘキサヴィルの灯は遠く/Les lumieres de hexe ville s’eloignent
- Joseph Losey - Monsieur Klein

Episode 18 7時から9時までのアドロ/Adler de 7 à 9
- Agnès Varda - Cléo de 5 à 7

Episode 19 反撥/Repugnance
- Roman Polanski - Repulsion

Episode 20 無防備都市/Ville ouverte
- Roberto Rossellini - Roma, città aperta

Episode 21 グラビティ・キトゥンに休息なし/Pas de repos pour Gravity Kitten
- Jean-Pierre Jeunet - Pas de repos pour Billy Brakko

## 受賞
- 第16回文化庁メディア芸術祭エンターテインメント部門、優秀賞[11]
- 日本ゲーム大賞2012 年間作品部門 大賞受賞[12]
- PlayStation Awards2012 PlayStation Vita 特別賞、ユーザーズチョイス賞受賞[13]